# ماريا مارتينيز (مبارزة بالسيف)
ماريا مارتينيز (بالإسبانية: Maria Martinez) هي مبارزة بالسيف فنزويلية، ولدت في 3 يناير 1983 في سيوداد بوليفار في فنزويلا.

## وصلات خارجية
- María Martínez على موقع الاتحاد الدولي للمبارزة (الإنجليزية)
- María Martínez على موقع اللجنة الأولمبية الدولية (الإنجليزية)
- María Martínez على موقع اللجنة الأولمبية الدولية (الإنجليزية)
- María Martínez على موقع أوليمبيديا (الإنجليزية)